# موريتز بيكر
موريتز بيكر (بالإنجليزية: Moritz Becker) هو شخصية أعمال وسياسي أمريكي، ولد في 2 فبراير 1827. انتخب عضو جمعية ولاية ويسكونسن.